# Physetica parmata
Physetica parmata là một loài bướm đêm trong họ Noctuidae.